# Cittadinanza brasiliana

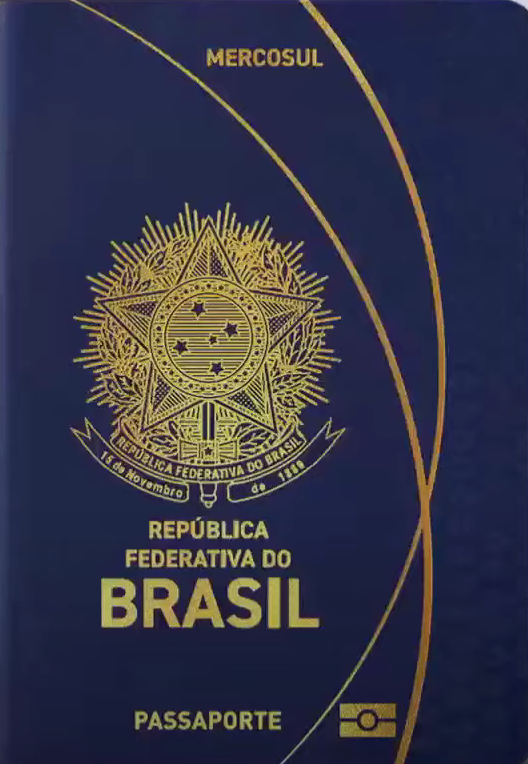
Copertina di un passaporto brasiliano

La cittadinanza brasiliana è materia costituzionale nel diritto brasiliano, poiché è regolata dall'articolo 12 della Costituzione del Brasile; è la condizione della persona fisica alla quale la Repubblica federativa del Brasile riconosce la pienezza dei diritti civili e politici.
Come molti altri Paesi dell'America Latina, il Brasile stabilisce i parametri della cittadinanza nella sua Costituzione, distaccandosi dalla prassi europea, che in proposito prevede dettagliate regole (di rango "primario") esposte in leggi e decreti ad hoc.
Di fatto, dalla prima magna charta brasiliana (Costituzione brasiliana del 1824), il tema cittadinanza è sempre stato normato direttamente in Costituzione.
L'istituzione del concetto di jus soli è stata da allora una costante nell'attribuzione della cittadinanza brasiliana, essendo il suo principio elementare, ma non l'unico. Il concetto di jus sanguinis è altresì previsto dalla Costituzione, dato che non è mai stata ignorata la condizione dei figli di genitore brasiliano nati al di fuori del territorio nazionale.

## Cittadinanza originaria
La costituzione federale attribuisce la cittadinanza brasiliana all'origine:
- ai nati in Brasile, benché da genitori stranieri, a meno che essi non fossero al servizio del proprio Paese;[2]
- ai nati all'estero, con almeno un genitore brasiliano, purché qualcuno dei due fosse al servizio della Repubblica Federativa del Brasile;[3][4]
- ai nati all'estero da almeno un genitore brasiliano, a condizione che siano registrati presso un ufficio brasiliano competente o che vengano a risiedere nella Repubblica Federativa del Brasile e che optino, in qualsiasi momento, dopo il raggiungimento della maggiore età,[5] per la cittadinanza brasiliana.

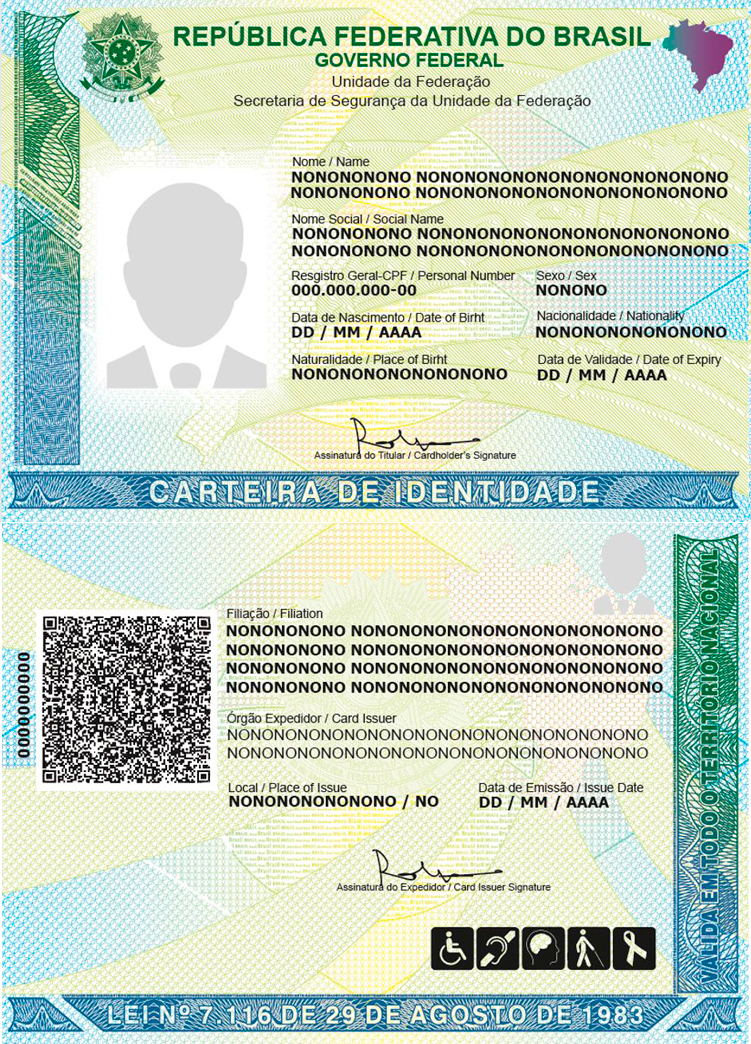
Facsimile di carta d'identità brasiliana

Quest'ultimo punto costituisce la principale attenuazione del principio dello jus soli nell'ordinamento brasiliano, prevedendo due ipotesi di acquisizione originaria della cittadinanza brasiliana per i nati all'estero da padre brasiliano o da madre brasiliana non al servizio del Paese:
1. quando il nato all'estero sia registrato in ufficio brasiliano competente; o
2. quando il nato all'estero venga a risiedere in Brasile e opti per la cittadinanza brasiliana dopo il raggiungimento della maggiore età (il cosiddetto "binomio residenza/scelta").

Nel periodo dal 1994 al 2007, la Costituzione non conferiva a detta registrazione il potere di attribuire la cittadinanza brasiliana. Molti giuristi consideravano questo testo poco chiaro ai fini dell'applicazione pratica, dato che la stesura originale della Costituzione del 1988 prevedeva — fino al 1994 — che la registrazione in un ufficio consolare conferisse la cittadinanza al brasiliano nato all'estero, senza l'esigenza del binomio residenza/scelta. La nuova formulazione del 2007 risolse la questione riabilitando la registrazione come mezzo di attribuzione la cittadinanza brasiliana. La maggiore età, tuttavia, non è richiesta per i nati tra il 7 giugno 1994 e la promulgazione dell'Emendamento Costituzionale (21 settembre), secondo il testo dell'articolo 95 dell'Atto delle Disposizioni Costituzionali Transitorie.
La scelta della cittadinanza brasiliana dev'essere fatta di fronte ad un giudice federale, come previsto dagli articoli 12, I, c e 109, X, della Costituzione, e confermato dalla giurisprudenza.

## Cittadinanza derivata
L'acquisizione derivata della cittadinanza brasiliana, ovvero, la concessione della naturalizzazione allo straniero residente nel territorio nazionale, è regolata dall'articolo 12, II, della Costituzione brasiliana. La Costituzione federale prevede l'acquisizione della cittadinanza brasiliana:
- da parte di coloro che, nelle forme di legge, acquisiscono la cittadinanza brasiliana; ai cittadini originari di Paesi di lingua portoghese è richiesta solo una residenza interrotta di un anno e idoneità morale, e
- da parte degli stranieri di qualunque nazionalità residenti in Brasile da più di quindici anni ininterrotti che non abbiano condanne penali, a patto che chiedano la cittadinanza brasiliana.

L'atto di concedere la cittadinanza allo straniero è considerato esercizio della sovranità statuale, e, pertanto, è un atto discrezionale del capo del potere esecutivo. È nello stesso senso la giurisprudenza del Tribunale supremo federale, che ha già deciso che "non vi è incostituzionalità nel precetto che ha attribuito esclusivamente al Potere Esecutivo la facoltà di concedere la naturalizzazione". Analogamente si esprime il giudice del Supremo Celso de Mello, affermando che "la concessione della naturalizzazione è facoltà esclusiva del Potere Esecutivo. La soddisfazione di condizioni, esigenze e requisiti legali non assicura allo straniero il diritto alla naturalizzazione. L'attribuzione della cittadinanza brasiliana secondaria a uno straniero costituisce manifestazione di sovranità nazionale. La concessione della naturalizzazione è una facoltà discrezionale del Potere Esecutivo federale. Non sussiste diritto pubblico soggettivo alla naturalizzazione. Il Brasile non può essere obbligato a concederla".
La naturalizzazione produce effetti dopo la pubblicazione nella Gazzetta Ufficiale (Diário Oficial è la denominazione brasiliana) dell'atto di naturalizzazione.
La Costituzione stabilisce differenti criteri per gruppi diversi di stranieri che chiedono la naturalizzazione. Tali gruppi si dividono in:
- stranieri, esclusi gli originari di Paesi di lingua portoghese
- stranieri originari di Paesi di lingua portoghese, tranne i portoghesi residenti in Brasile.

La naturalizzazione relativa ai portoghesi residenti in Brasile è contemplata nella sezione "Statuto dei portoghesi".

### Stranieri
Secondo il dettato della Legge di Migrazione (Legge Nº 13.445, del 24 maggio 2017), art. 65, sono elencati i seguenti requisiti:
1. avere la capacità civile, secondo la legge brasiliana;
2. avere la residenza nel territorio nazionale, da un periodo di almeno 4 anni;
3. saper comunicare in lingua portoghese, considerate le condizioni del naturalizzando; e
4. non avere condanne penali o essere riabilitato, nei termini di legge.

## Statuto di uguaglianza
L'articolo 12, primo paragrafo, della Costituzione Federale riconosce ai portoghesi con residenza permanente in Brasile, e ai brasiliani con residenze in Portogallo, "i diritti inerenti al brasiliano", escluse le prerogative costituzionali del brasiliano per nascita. Sono requisiti per la concessione dell'uguaglianza la residenza abituale (permanente), la maggiore età e la formulazione di una richiesta al Ministro della Giustizia.
I portoghesi possono richiedere l'uguaglianza di trattamento per quanto riguarda i diritti civili; possono, inoltre, richiedere di ottenere diritti politici analoghi a quelli del brasiliano (eccetto quelli riservati al brasiliano nato). In quest'ultimo caso, si richiede un minimo di cinque anni di residenza permanente. 
Il godimento di diritti politici in Brasile comporta la sospensione dei medesimi diritti in Portogallo. L'esercizio della cittadinanza brasiliana da parte dei non-nativi brasiliani (nel caso, portoghesi) costituisce una rara eccezione al principio che la nazionalità è condicio sine qua non per la cittadinanza, aperta ai portoghesi — purché con reciprocità di trattamento per i brasiliani — in nome della storica relazione tra i due Paesi.
Il cosiddetto "Statuto di uguaglianza" (Estatuto de Igualdade) è regolato, sul piano bilaterale, secondo gli articoli da 12 a 22 del Tratado de Amizade, Cooperação e Consulta entre Brasil e Portugal, sottoscritto a Porto Seguro il 22 aprile 2000.

## Distinzione tra brasiliano nato e naturalizzato
La Costituzione vieta la distinzione legale tra brasiliani nati e naturalizzati, eccetto nei casi in essa previsti:
- Sono riservati al solo brasiliano nato le seguenti cariche:
  - Presidente e Vicepresidente della Repubblica;
  - Presidente della Camera dei deputati;
  - Presidente del Senato Federale;
  - Giudice del Tribunale supremo federale;
  - della carriera diplomatica;
  - di ufficiale delle Forças Armadas;
  - di Ministro della difesa;
  - le sei cariche di membro del Conselho da República menzionate nell'articolo 89, punto VII, della Costituzione Federale.
- Secondo quanto previsto dall'art. 5º, inciso LI della Costituzione Federale, dopo l'analisi della richiesta di uno Stato straniero da parte del Tribunale supremo federale (art. 102, lettera g), sono ammesse solo due possibilità di estradizione di brasiliani, a condizione che siano rispettate le seguenti circostanze:
  - a) Deve essere naturalizzato, e non nato;
  - b) La richiesta di estradizione deve conseguire alla consumazione di un reato comune commesso prima che fosse stata formalizzata la naturalizzazione;
  - c) Nel caso di dimostrato coinvolgimento in traffico di droga, benché posteriore alla naturalizzazione.

In altre parole, questo inciso esclude l'estradizione di un brasiliano per nascita, indipendentemente dal motivo della richiesta.
- la proprietà di imprese giornalistiche, di radio o televisioni è diritto esclusivo dei brasiliani nati o dei naturalizzati da più di dieci anni.

## Perdita della cittadinanza brasiliana
La Costituzione Federale del 1988, all'articolo 12, § 4º, prevede la perdita della cittadinanza brasiliana in due casi:
- quando la naturalizzazione sia stata cancellata per sentenza di un giudice a causa di frode relativa al processo di naturalizzazione o di attentato contro l'ordine costituzionale e lo Stato Democratico; e
- quando il brasiliano interessato abbia fatto domanda espressa di perdita della sua cittadinanza brasiliana al cospetto di autorità brasiliana competente, a patto che la perdita non determini apolidia.

Secondo il § 5º del medesimo articolo, gli interessati che hanno rinunciato alla propria cittadinanza brasiliana dopo richiesta espressa di perdita di cittadinanza potranno riacquisirla nei termini di legge.
L'emendamento costituzionale nº 131, del 3 ottobre 2023, modificò l'inciso I dell'articolo 12, § 4º della Costituzione, che prevedeva la perdita della cittadinanza brasiliana per decisione giudiziaria a causa di attività dannosa per l'interesse nazionale, in modo che sia ammessa la perdita della cittadinanza per decisione giudiziaria solo nei casi di frode collegata al processo di naturalizzazione o di attentato contro l'ordine costituzionale dello Stato Democratico, e modificò l'inciso II dello stesso paragrafo per sopprimere la perdita della cittadinanza brasiliana dopo l'acquisizione di altra cittadinanza, che era prevista salvo nel caso di riconoscimento di cittadinanza originaria e di imposizione di naturalizzazione al brasiliano residente nello Stato straniero come condizione per la permanenza nel territorio straniero o per l'esercizio di diritti civili.